# Niels Aage Barfoed
Niels Aage Barfoed  (27. juni 1899 i Tanderup – 19. januar 1973) var en dansk præst og forfatter til en lang række biografiske romaner med kristeligt opbyggeligt indhold.
Han var desuden forfatter til et antal romaner og noveller/fortællinger.
Her er en ukomplet liste over biografiske romaner:
| titel                      | hovedperson                                |
| -------------------------- | ------------------------------------------ |
| Ufortrøden                 | Vilhelm Birkedal, Ryslinge                 |
| De første spirer           | munken Ansgar                              |
| Vi stolte Adams slægter    | digteren Carsten Hauch                     |
| Et sandhedsvidne           | J.P. Mynster, biskop 1834-1854             |
| Faklen tændes              | Bone Falch Rønne                           |
| En dør går op              | Skrefsrud og Børresen                      |
| Brydningstid               | munken Poul Helgesen                       |
| I en hytte af ler          | digteren Johannes Ewald                    |
| Kusken på bukken           | Vilhelm Beck, Indre Missions formand       |
| Lutret ved ild             | Anders Arrebo                              |
| En ensom kæmpe             | Biskop Balle                               |
| Et kildevæld               | Christen Madsen                            |
| Gennem junglekrat          | William Carey, 1793 missionær i Indien     |
| Spurveskjul                | Thora Esche, Skovtoftehjemmet              |
| En stormfugl               | D.G. Monrad                                |
| Den nye dag                | Hans Tausen og den danske reformation      |
| Skolemester                | Christen Kold, Grundtvig-Koldske højskoler |
| Et helligt kald            | Hans Egede                                 |
| Verden er et flyvesand     | Ambrosius Stub, Ribe                       |
| Stride vande               | Thomas Kingo                               |
| Lærkesang og klokkeklang   | Chr. Richardt                              |
| Batakernes bedstefar       | sønderjyden Ludwig Nommensen               |
| Troskabens dyre pris       | Leonora Christina Ulfeldt                  |
| En rose mellem torne       | biskop Hans Adolf Brorson                  |
| Storkansleren              | Peder Griffenfeld                          |
| Og stormen rev mine fjedre | St. Steensen Blicher                       |
| Guds gøgler                | Frans af Assisi                            |